# Chili aux Jeux panaméricains
Le Chili a de façon ininterrompue participé  aux Jeux Panamericains.
Sa meilleure participation a été en 1951 à Buenos Aires, où il a obtenu huit médailles d'or avec un total de 39 médailles ainsi qu'une place de quatrième nation. En revanche, son édition la plus mauvaise a été en 1975 à Mexico, où il a obtenu deux médailles de bronze et a été classé 18ème. En 2011 à Guadalajara, au Mexique, il a obtenu 43 médailles au total, un record pour le pays.
Il a obtenu 57 médailles d'or, 110 d'argent et 169 de bronze, soit un total de 336 médailles dans l'histoire des jeux pour le Chili. Le sport le plus prolifique est l'athlétisme avec 45 médailles.
Le Chili a organisé une fois les jeux : en 2023.

## Médailles
Après les Jeux panaméricains de 2015, le Chili a gagné 286 médailles. Les femmes ont en obtenu 74, soit 25,87 % du total, réparties en 10 en or, 25 d'argent et 39 de bronze). Les hommes ont gagné 209 médailles réparties entre 34 d'or, 65 d'argent et 110 de bronze. Les équipes mixtes ont quant à elles gagné trois médailles au total : une d'argent et deux de bronze.
| Édition | Lieu           |    |    |    | Total |
| ------- | -------------- | -- | -- | -- | ----- |
| 1951    | Buenos Aires   | 8  | 19 | 12 | 39    |
| 1955    | Mexico         | 4  | 8  | 13 | 25    |
| 1959    | Chicago        | 5  | 2  | 6  | 13    |
| 1963    | São Paulo      | 2  | 1  | 6  | 9     |
| 1967    | Winnipeg       | 1  | 1  | 3  | 5     |
| 1971    | Cali           | 0  | 3  | 4  | 7     |
| 1975    | Mexico         | 0  | 0  | 2  | 2     |
| 1979    | San Juan       | 1  | 4  | 6  | 11    |
| 1983    | Caracas        | 1  | 3  | 9  | 13    |
| 1987    | Indianapolis   | 1  | 2  | 4  | 7     |
| 1991    | La Havane      | 2  | 1  | 7  | 10    |
| 1995    | Mar del Plata  | 2  | 6  | 11 | 19    |
| 1999    | Winnipeg       | 1  | 4  | 7  | 12    |
| 2003    | Santo Domingo  | 2  | 10 | 10 | 22    |
| 2007    | Rio de Janeiro | 6  | 5  | 9  | 20    |
| 2011    | Guadalajara    | 3  | 16 | 24 | 43    |
| 2015    | Toronto        | 5  | 6  | 18 | 29    |
| 2019    | Lima           | 13 | 19 | 18 | 50    |

## Sports
Des 45 sports présents tout au long de l'histoire des Jeux Panamericains, les athlètes chiliens ont obtenu des médailles dans 33 sports.
Le Chili n'a remporté aucune médailles dans les sports suivants : plongeon, nage synchronisé, water-polo, volley-ball, softbol, base-ball, sambo, hockey en ligne, polo, badminton, bowling, rugby à sept et futsal.